# PKO Nocny Wrocław Półmaraton
PKO Nocny Wrocław Półmaraton – nocny bieg półmaratoński odbywający się co roku we Wrocławiu. Organizatorami półmaratonu są Gmina Wrocław oraz Młodzieżowe Centrum Sportu Wrocław.

## Zwycięzcy i frekwencja
| Edycja | Data            | Zwycięzca                                  | Czas                                       | Zwyciężczyni                               | Czas                                       | Ukończyło osób                             |
| ------ | --------------- | ------------------------------------------ | ------------------------------------------ | ------------------------------------------ | ------------------------------------------ | ------------------------------------------ |
| 1      | 2013            | Zawody odwołane                            | Zawody odwołane                            | Zawody odwołane                            | Zawody odwołane                            | Zawody odwołane                            |
| 2      | 14 czerwca 2014 | Daniel Muteti                              | 01:02:27                                   | Letebrhan Haylay Gebreslasea               | 01:11:42                                   | 4973                                       |
| 3      | 20 czerwca 2015 | David Metto                                | 01:03:04                                   | Maryna Damantsevich                        | 01:13:25                                   | 6942                                       |
| 4      | 18 czerwca 2016 | Dominic Musyimi                            | 01:03:04                                   | Maryna Damantsevich                        | 01:13:13                                   | 9357                                       |
| 5      | 17 czerwca 2017 | Mengistu Zelalem                           | 01:03:49                                   | Olga Ochal                                 | 01:15:30                                   | 9894                                       |
| 6      | 16 czerwca 2018 | Mengistu Zelalem                           | 01:03:55                                   | Agnieszka Gortel-Maciuk                    | 01:14:49                                   | 10776                                      |
| 7      | 15 czerwca 2019 | Getaye Gelau                               | 01:04:38                                   | Caroline Jebet Korir                       | 01:12:18                                   | 10776                                      |
| -      | 2020            | Zawody odwołane z powodu pandemii COVID-19 | Zawody odwołane z powodu pandemii COVID-19 | Zawody odwołane z powodu pandemii COVID-19 | Zawody odwołane z powodu pandemii COVID-19 | Zawody odwołane z powodu pandemii COVID-19 |
| -      | 2021            | Zawody odwołane z powodu pandemii COVID-19 | Zawody odwołane z powodu pandemii COVID-19 | Zawody odwołane z powodu pandemii COVID-19 | Zawody odwołane z powodu pandemii COVID-19 | Zawody odwołane z powodu pandemii COVID-19 |
| 8      | 18 czerwca 2022 | Patryk Kozłowski                           | 01:05:11                                   | Monika Jackiewicz                          | 01:13:34                                   | 7771                                       |
| 9      | 17 czerwca 2023 | Tomasz Grycko                              | 01:04:59                                   | Natalija Semenovych                        | 01:15:20                                   | 8150                                       |
| 10     | 15 czerwca 2024 | Nikodem Dworczak                           | 01:04:03                                   | Natalija Semenovych                        | 01:16:56                                   | 10300                                      |
| 11     | 14 czerwca 2025 | Patryk Kozłowski                           | 01:04:13                                   | Aleksandra Lisowska                        | 01:11:17                                   | 12899                                      |